# Štiriindvajset zgodovin
Štiriindvajset zgodovin (kitajsko: 二十四史; pinjin: Èrshísì Shǐ), znane tudi kot Prave zgodovine (kitajsko: 正史; pinjin: Zhèngshǐ), so uradne zgodovine kitajskih dinastij od obdobje od najzgodnejše dinastije leta 3000 pr. n. št. do dinastije Ming v 17. stoletju. 
Sima Čjan, uradnik dinastije Han, je v svojih Zapisih velikega zgodovinarja postavil številne standarde tega žanra, vendar je bila oblika Zgodovin določena šele veliko pozneje. Začenši z dinastijo Tang je vsaka dinastija ustanovila državni urad za pisanje zgodovine svojega predhodnika z uporabo uradnih dvornih zapisov, delno zato, da bi vzpostavila lastno povezavo s preteklostjo. Komplet Zgodovin, kot je bil zbran in urejen v dinastiji Čing, vsebuje 3213 zvezkov in približno 40 milijonov besed. Velja za enega najpomembnejših virov podatkov o kitajski zgodovini in kulturi.
Naslov Štiriindvajset zgodovin je iz leta 1775 v 40. letu vladavine cesarja Čjanlonga. Takrat je bil urejen zadnji zvezek, Zgodovina Minga, in zaključen celoten sklop zgodovin. 

## Seznam
| Naslov                                     | Dinastija                                                            | Glavni avtor                       | Leto kompilacije | Komentar                                                                           |
| ------------------------------------------ | -------------------------------------------------------------------- | ---------------------------------- | ---------------- | ---------------------------------------------------------------------------------- |
| Zapisi velikega zgodovinarja 史記          | Obdobje od Rumenega cesarja do Vuja, cesarja Hana                    | Sima Čjan (Dinastija Han)          | 91 pr. n. št.    | Del Zgodnjih štirih zgodovinopisij (前四史)                                        |
| Knjiga Hana 漢書                           | Zahodni HanDinastija Šin                                             | Ban Gu Ban Džao (Dinastija Han)    | 82 n. št.        | Del Zgodnjih štirih zgodovinopisij (前四史)                                        |
| Zapisi treh kraljestev 三國志              | Cao VejŠu HanVzhodni Vu                                              | Čen Šov (Dinastija Džin)           | 289 n. št.       | Del Zgodnjih štirih zgodovinopisij (前四史). Zelo razširjeni s kasnejšimi pombami. |
| Knjiga Kasnejšega Hana 後漢書              | Vzhodni Han                                                          | Fan Je (Dinastija Lju Song)        | 445 n. št.       | Del Zgodnjih štirih zgodovinopisij (前四史)                                        |
| Knjiga Songa 宋書                          | Lju Song                                                             | Šen Jue (Dinastija Ljang)          | 488              |                                                                                    |
| Knjiga Južnega Čija 南齊書                 | Južni Či                                                             | Šjao Dzišjan (Dinastija Ljang)     | 537              |                                                                                    |
| Knjiga Veja 魏書                           | Severni VejVzhodni Vej                                               | Vej Šov (Severni Či)               | 554              |                                                                                    |
| Knjiga Ljanga 梁書                         | Dinastija Ljang                                                      | Jao Silian (Dinastija Tang)        | 636              | Del Osmih zgodovinopisij, zbranih v dinastiji Tang (唐初八史)                      |
| Knjiga Čena 陳書                           | Dinastija Čen                                                        | Jao Silian (Dinastija Tang)        | 636              | Del Osmih zgodovinopisij, zbranih v dinastiji Tang (唐初八史)                      |
| Knjiga Severnega Čija 北齊書               | Severni Či                                                           | Li Baijao (Dinastija Tang)         | 636              | Del Osmih zgodovinopisij, zbranih v dinastiji Tang (唐初八史)                      |
| Knjiga Džova 周書                          | Zahodni VejSeverni Džov                                              | Linghu Defen (Dinastija Tang)      | 636              | Del Osmih zgodovinopisij, zbranih v dinastiji Tang (唐初八史)                      |
| Knjiga Suja 隋書                           | Dinastija Sui                                                        | Vej Dženg (Dinastija Tang)         | 636              | Del Osmih zgodovinopisij, zbranih v dinastiji Tang (唐初八史)                      |
| Knjiga Džina 晉書                          | Zahodni DžinVzhodni Džin                                             | Fang Šuanling (Dinastija Tang)     | 648              | Del Osmih zgodovinopisij, zbranih v dinastiji Tang (唐初八史)                      |
| Zgodovina južnih dinastij 南史             | Dinastija Lju SongJužni ČiDinastija LjangDinastija Čen               | Li Daši Li Janšov (Dinastija Tang) | 659              | Del Osmih zgodovinopisij, zbranih v dinastiji Tang (唐初八史)                      |
| Zgodovina severnih dinastij 北史           | Severni VejVzhodni VejZahodni VejSeverni ČiSeverni DžovDinastija Suj | Li Janšov (Dinastija Tang)         | 659              | Del Osmih zgodovinopisij, zbranih v dinastiji Tang (唐初八史)                      |
| Stara knjiga Tanga 舊唐書                  | Dinastija Tang                                                       | Lju Šu (Kasnejši Džin)             | 945              |                                                                                    |
| Stara zgodovina petih dinastij 舊五代史    | Kasnejši LjangKasnejši TangKasnejši DžinKasnejši HanKasnejši Džov    | Šue Judženg (Dinastija Song)       | 974              |                                                                                    |
| Zgodovinski zapisi petih dinastij 五代史記 | Kasnejši LjangKasnejši TangKasnejši DžinKasnejši HanKasnejši Džov    | Oujang Šju (Dinastija Song)        | 1053             | Imenovana tudi "Nova zgodovina petih dinastij" (新五代史)                          |
| Nova knjiga Tanga 新唐書                   | Dinastija Tang                                                       | Oujang Šju (Dinastija Song)        | 1060             |                                                                                    |
| Zgodovina Ljaa 遼史                        | Dinastija LjaoZahodni Liao                                           | Tokto (Dinastija Jua)              | 1343             | Del Treh zgodovinopisij, zbranih v dinastiji Juan (元末三史)                       |
| Zgodovina Džina 金史                       | Dinastija Džin                                                       | Tokto (Dinastija Juan)             | 1345             | Del Treh zgodovinopisij, zbranih v dinastiji Juan (元末三史)                       |
| Zgodovina Songa 宋史                       | Severni SongJužni Song                                               | Tokto (Dinastija Juan)             | 1345             | Del Treh zgodovinopisij, zbranih v dinastiji Juan (元末三史)                       |
| Zgodovina Juana 元史                       | Dinastija Juan                                                       | Song Lian (Dinastija Ming)         | 1370             |                                                                                    |
| Zgodovina Minga 明史                       | Dinastija Ming                                                       | Džang Tingju (Dinastija Čing)      | 1739             |                                                                                    |

## Podedovana dela
Podedovana dela so dela, ki jih je začel pisati nek zgodovinar, dokončal pa njegov dedič, običajno iz naslednje generacije. 
- Zapise velikega zgodovinarja je začel pisati Sima Tan in dokončal njegov sin Sima Čjan.
- Knjigo Hana sta od Ban Biaa podedovala sin Ban Gu in hči Ban Džao.
- Knjigo Lianga in Knjigo Čena je od Jao Čaja podedoval sin Jao Silian.
- Knjigo Severnega Čija je od Li Delina podedoval sin Li Biajao.
- Zgodovino južnih dinastij in Zgodovino severnih dinastij je od Li Dašija podedoval sin Li Janšov.

## Sorodna dela
Po padcu dinastije Čing so poskušali ustvariti nove tradicionalne zgodovine, ki bodisi nikoli niso bile splošno sprejete kot del uradnega zgodovinskega kanona ali pa so ostale nedokončane. 
| Naslov                         | Dinastija      | Glavni avtor                    | Leto kompilacije | Komentar                               |
| ------------------------------ | -------------- | ------------------------------- | ---------------- | -------------------------------------- |
| Nova zgodovina Juana 新元史    | Dinastija Juan | Ke Šaomin (Republika Kitajska)  | 1920             | Del Petindvajsetih zgodovin (二十五史) |
| Osnutek zgodovine Činga 清史稿 | Dinastija Čing | Džao Eršun (Republika Kitajska) | 1927             |                                        |

### Sodobni poskusi ustvarjanja uradne zgodovine Činga
Leta 1961 je vlada Tajvana v počastitev 50. obletnice razglasitve Republike Kitajske objavila Zgodovino Činga, ki je Osnutku zgodovine Činga dodala 21 poglavij in revidirala mnoga obstoječa poglavja, da bi obsodila Ljudsko republiko Kitajsko kot nelegitimen, prevarantski režim. Prav tako je odstranila odlomke, ki so bili slabšalni do šinhajske revolucije leta 1911. Ta izdaja ni bila splošno sprejeta kot uradna zgodovina Činga, ker je bila napisana prenagljeno, motivirana s političnimi cilji, in ni popravila večine znanih napak v Osnutku zgodovine Činga.
Drug projekt, s katerim so poskušali napisati novo zgodovino Činga, ki bi vključevala nova gradiva in izboljšave v zgodovinopisju, je trajal od leta 1988 do 2000. Objavljenih je bilo le 33 poglavij od predvidenih 500. Projekt je bil opuščen po vzponu pan-zelene koalicije, ki v Tajvanu vidi entiteto, tako kulturno kot politično ločeno od celinske Kitajske. S tega stališča ni dolžnost tajvanskega režima pisati zgodovino dinastije Čing. 
Leta 1961 je Ljudska republika Kitajska prav tako poskušala dokončati zgodovino Činga, vendar je bilo zgodovinarjem zaradi kulturne revolucije to onemogočeno.
Leta 2002 je Ljudska republika Kitajska ponovno napovedala, da bo dokončala zgodovino Činga. Projekt je bil odobren leta 2003. Vodil ga je zgodovinar Daj Ji. Projekt, ki naj bi bil dokončan v desetih letih, je utrpel več zamud, zaradi česar je bil dokončanje prvega osnutka prestavljeno na leto 2016. Oblasti so aprila 2020 poročale, da se rezultati projekta pregledujejo.

## Vir
- Xu Elina-Qian. Historical Development of the Pre-Dynastic Khitan. University of Helsinki, 2005. str. 19 in 23.